# 藥物污染
藥物污染（英語：Drug pollution，也可寫為pharmaceutical pollution）是藥品及其代謝產物隨著廢水抵達水生環境（即地下水、河流、湖泊和海洋），而對生態環境造成的污染。因此藥物污染主要是種水污染。
位於紐約州米爾布魯克村的卡里生態系統研究所中的一位科學家說：“當今世界各地的水域都發現有藥物污染存在。” “原因包括基礎設施老化、生活污水溢流和農業徑流。縱然把廢水導入污水處理廠，它們也沒有能力把其中的藥物完全去除。”

## 來源及其影響
發生污染最單純的原因是藥物經過身體清除作用，由尿液排出。由過期或不需要的藥物被沖入馬桶所造成的污染規模較小，但也很重要，尤其是由醫院所產生者（規模遠大於居家住宅所能產生）。也包括因為藥物分子太小，現有污水處理廠的設備無法將之過濾掉。如果為去除這類小分子，而在現有污水處理廠中把設備提升為高級氧化處理的級別，成本會很高昂。在美國的五大湖中已發現抗抑鬱藥之類藥物的蹤跡。紐約州立大學布法羅分校的研究人員在當地魚的大腦中發現高劑量抗抑鬱藥蹤跡。研究也發現魚類受抗抑鬱藥影響之後，其規避天敵捕食風險的能力降低。
其他污染來源有農業徑流（因使用牲畜用抗生素的緣故）和製藥過程中所產生者。藥物污染與水污染性別影響有關聯。這種污染（連同工業污染）被懷疑是造成魚類大量死亡、兩棲動物大量死亡和兩棲動物異常形態的因素。

## 供水系統污染
在1990年代初期，由於在環境中發現有藥物的存在，而引發大規模的科學研究、新法規出爐以及公眾關注。同樣在1990年代，人們發現合成一公斤活性藥物化合物所產生的廢物數量高達藥物重量的50到100倍，而這些廢物最終會進入環境之中。在1990年代後期，人們在廢水中發現有雌激素。而研究的結論是這會導致魚類的雌性化，這是另一引起人們更加關注環境中藥物的原因。提起環境中存在藥物的評論和信息至少在1980年代就已出現。大多數藥物污染會對目標人群造成輕微的不良影響。而低濃度的藥物污染會對淡水生態系統造成負面影響。

### 環境中的藥物
在美國、西班牙、德國和英國的地下水、地表水、飲用水或自來水中存在的藥物超過101種。而在泰國、加拿大、澳大利亞、印度、中國、韓國、日本、瑞典、波蘭、義大利、荷蘭、法國和巴西的相同水域中則發現有30到100種不同的藥物。

#### 在河流中
在2022年對世界所做最全面的河流藥物污染研究發現，這種污染威脅到“超過四分之一受研究地點的環境和/或是人類健康”。這項研究調查針對104個國家中的258條河流，設有1,052個採樣點，有4.7億人受到污染的影響。研究發現“污染最嚴重的地點發生在低收入和中等收入國家之內，同時與薄弱的廢水和廢物管理基礎設施，以及薄弱的製藥過程地區有關聯”，同時列出最常檢測出的藥物殘留項目。

#### 藥物及其作用
- 口服避孕藥排泄進入淡水生態系統，會導致魚類和兩棲動物的雌性化。[8]
- 抗精神病藥大約在70年前就已上市，而直到2007年才有環境中存在這種藥物的報導。這類藥物用於治療各式精神疾病，如抑鬱、思覺失調症、自閉症、注意力不足過動症和雙相情緒障礙症。抗精神病藥物一旦被患者排泄，通常會進入污水處理廠，而污水處理廠無法去除這類藥物及其代謝產物的分子。在飲用水、所有水體和醫院污水中都可發現類藥物。這類藥物一旦到達水生環境，就會透過食物網進行生物濃縮性和生物積累。 [11]
- 精神科藥物（英语：Psychiatric drug），如氟西汀（商品名百憂解）、舍曲林、西酞普蘭、氯丙嗪和奧沙西泮（商品名舒寧）的藥物污染會改變魚的行為並導致魚的激素紊亂。這些藥物污染會導致無脊椎動物產生生殖毒性和導致激素紊亂，並改變它們的行為。[8]
- 世界各地在患者的化學療法期間都會使用抗腫瘤藥物。這類藥物會污染水道，並對水生環境中的微生物產生“突變、細胞停滯（英语：Cytostasis）和生態毒理（英语：Ecotoxicology） 的影響”。由於抗腫瘤藥物不易察覺及處理，廢水處理過程無法將它們去除。受抗腫瘤藥物污染的水體對水生環境，甚至是人類健康會造成嚴重後果。[12]這類藥物中如環磷酰胺、5-氟尿嘧啶、阿黴素、順鉑和絲裂黴素C等會引起水生生物的遺傳毒性。[8]
- 抗生素受到廣泛生產和使用，用來治療細菌和真菌造成的疾病。由於抗生素只會被部分代謝，未被代謝的抗生素會被釋入環境中。在污泥、飲用水、廢水、地表水、土壤、地下水和沈積物中均可發現它們的蹤跡。抗生素殘留不易受到生物降解，它們可在環境中長期存活。有人呼籲緊急推動把環境中的抗生素根除，因為它們可能導致具有抗生素抗藥性的細菌和基因的生成，這兩者會對生態系統和人類健康構成巨大威脅。[13]過度使用抗生素，然後排泄到水道，會讓抗生素抗藥性問題變得更為嚴重，並逐漸影響到人群，而導致更多的死亡案例。[8]抗生素會減少藻類、水生植物和環境中細菌的生長。[8]

## 預防做法
由於目前的政策還不完備，藥物污染仍是個全球性問題。大多數政策做法仍然是單行、昂貴而且屬於被動式的。在制定法規時，使用生物標記做藥物污染的風險評估極有幫助。生物標記可幫助解釋非目標生物體是否暴露於藥物污染，以及這類藥物如存在生物體中，其毒性水準。
防止藥物污染的主要做法是利用焚燒的方式處理。燃燒可幾乎完全化學降解藥物的活性分子。燃燒時必須防止氣化的重金屬或戴奧辛外洩，產生的灰燼中如果重金屬含量過多，尚需經過特別處理後方可運送作掩埋。
現在許多城市都有在藥房、雜貨店和警察單位等地設立收集點的做法，人們可將不需要的藥物帶去那裡拋棄，而非將它們沖入自家馬桶（而進入外部水道）或扔進垃圾桶（而被運入外部的垃圾掩埋場，藥物在那裡可能會因為融入滲濾液而污染到當地的土壤及地下水）。
預防藥物污染的另一方面是設立環境保護法及規定，但這樣有執法成本、執法腐敗和疏忽的問題，而且如果成功執法，經營成本會有增加的可能。支持及反對這種做法的遊說一直存在。

## 製造過程污染
在2009年，一個印度藥品製造業密集的地區曾發生一件極端的藥物製造過程污染的例子。並非所有的製藥過程都會造成這種問題。在環境保護法及規定認真執行的地方，工廠的廢水一定得淨化到安全水準才能排出。但在開發中國家，如果市場獎勵“另闢蹊徑”，無論是由於貪污（透過賄賂檢查員或監管機構）或提出合理推諉，而讓保護機制受到規避。這個問題是每個人的問題，因為處在監管良好地方的消費者是設立於監管不嚴地區中工廠的最大客戶，對於消費者而言，這是外部性所造成的問題。

## 外部連結
- Contaminants of Emerging Concern including Pharmaceuticals and Personal Care Products （页面存档备份，存于） - US Environmental Protection Agency